# Тиере, Джон Уильям
Джон Уильям Тиере (англ. John William Thieret; 1 августа 1926 — 7 декабря 2005) — американский ботаник, доктор философии по биологии (1953), профессор и заведующий кафедрой биологических наук Университета Северного Кентукки в 1973—1980 годах.

## Биография
Родился в Чикаго 1 августа 1926 года в семье Ханса Тиере и его супруги Лорены. Учился в Университете штата Юта, в 1951 году получил степень магистра за работу по генетике ячменя.
С 1950 года был женат на своей однокласснице Милдред Вулф, в 1951 году также получившей степень магистра в Юте за работу по бактериологии.
В 1953 году Джон Тиере защитил диссертацию доктора философии в Чикагском университете под руководством профессора Теодора Джаста. В диссертации рассматривал морфологию семян растений семейства Норичниковые в контексте их систематики. В том же 1953 году назначен ассистентом куратора экономической ботаники Музея Филда, с 1954 года работал в должности куратора экономической ботаники. Ездил в ботанические экспедиции на Кубу, в Мексику, по Великим равнинам, в Северо-западные территории Канады.
С 1961 года Тиере — доцент Университете Юго-западной Луизианы, впоследствии — профессор биологии. В 1973 году переехал в Кентукки, возглавив кафедру биологических наук Университета Северного Кентукки, которой руководил до 1980 года. Основал гербарий университета (KNK), первоначально на основе собственных коллекций. До 1992 года работал в звании профессора, впоследствии — почётный профессор.
Один из редакторов и составителей книги Рональда Джонса «Растительный мир Кентукки» (Plant Life in Kentucky, 2005). Автор свыше 150 публикаций, а также 65 статей в Encyclopaedia Britannica, редактор журналов Economic Botany и SIDA, а также один из редакторов проекта Flora of North America.
В 1984 году Джон Тиере стал обладателем награды Выдающемуся учёному университета Кентукки, присуждаемой Академией наук Кентукки, в 2006 году стал обладателем награды за Исключительную службу Академии наук Кентукки.
Скончался 7 декабря 2005 года после аневризмы сосуда головного мозга.
Гербарий университета Северного Кентукки с марта 2006 года носит имя Джона Тиере.

## Некоторые публикации
- Thieret J. W. Economic botany of the cycads // Economic Botany. — 1958. — Vol. 12. — P. 3—41.
- Thieret J. W. Supraspecific classification in the Scrophulariaceae: a review // SIDA. — 1967. — Vol. 3. — P. 87—106.
- Thieret J. W. The genera of Orobanchaceae in the southeastern United States // Journal of the Arnold Arboretum. — 1971. — Vol. 52. — P. 404—434.
- Thieret J. W. The Martyniaceae in the southeastern United States // Journal of the Arnold Arboretum. — 1977. — Vol. 58. — P. 25—39.
- Thieret J. W. The Juncaginaceae in the southeastern United States // Journal of the Arnold Arboretum. — 1988. — Vol. 69. — P. 1—23.
- Thieret J. W., Luken J. O. The Typhaceae in the southeastern United States // Harvard Papers in Botany. — 1996. — Vol. 8. — P. 27—56.

## Растения, названные именем Дж. Тиере
- Scutellaria thieretii Shinners, 1964 — Scutellaria drummondii Benth., 1834